# Rikkijärvi
Rikkijärvi är en sjö i Finland. Den ligger i kommunen Kemijärvi i landskapet Lappland, i den norra delen av landet, 700 km norr om huvudstaden Helsingfors. Rikkijärvi ligger 186,5 meter över havet. Den är 6,2 meter djup. Arean är 73,9 hektar och strandlinjen är 6,13 kilometer lång. Sjön  ingår i Kemi älvs huvudavrinningsområde.   Den ligger vid sjön Purnujärvi.